# Hemichromis guttatus
Hemichromis guttatus är en fiskart som beskrevs av Günther 1862. Hemichromis guttatus ingår i släktet Hemichromis och familjen Cichlidae. Inga underarter finns listade i Catalogue of Life.